# 1-vinil-2-pirrolidone
L'1-vinil-2-pirrolidone, oppure N-vinil-pirrolidone (NVP), è un γ-lattame (una ammide ciclica a 5 membri) che possiede un gruppo vinilico all'azoto.
Questa molecola è il monomero del polivinilpirrolidone (PVP); inventato dalla compagnia chimica BASF AG negli anni cinquanta. Questo monomero viene prodotto per reazione tra il 2-pirrolidone e l'acetilene. Viene anche utilizzato come diluente reattivo nei polimeri reticolabili tramite assorbimento di radiazione UV, spesso usati in applicazioni quali inchiostri, adesivi o film superficiali.